# بمبديون إيطالي
بمبديون إيطالي (الاسم العلمي:Bembidion italicum) هو نوع من الحشرات يتبع جنس البمبديون من فصيلة الخنافس الأرضية.